# Abel Cutillas i Alberich
Abel Cutillas i Alberich   (Vinaixa, 25 de febrer de 1976) és un escriptor i historiador català. És llicenciat en Història i Filosofia per la Universitat de Barcelona.
Va estudiar a l'escola de Sant Bonifaci de Vinaixa. Posteriorment, va estudiar dues carreres i es va doctorar a la Universitat de Barcelona.
Durant la temporada 2006-2007 va col·laborar setmanalment a El matí de Catalunya Ràdio, d'Antoni Bassas. El mateix any, un aforisme seu generà una polèmica que s'allargaria durant anys ja que l'autor fou acusat d'antisemita i de banalitzar l'Holocaust.
A Per una literatura capitalista (2009) Cutillas reivindica el businessman com a model del literat i l'èxit com a objectiu de la literatura, tot sostenint-se en una suposada tradició de pensament que arrenca de Friedrich Nietzsche i passa per Martin Heidegger.
Després d'haver treballat com a llibreter, Abel Cutillas obrí una llibreria pròpia l'any 2014 juntament amb la periodista Isabel Sucunza: la Llibreria Calders, situada al barri de Sant Antoni de Barcelona, a l'antiga seu d'una fàbrica de botons, ofici, però, que abandonà el 2020 per a dedicar-se completament a l'escriptura.
A Desànim del lucre (2016) Cutillas s'autoproclama herètic i reprèn Nietzsche per tal de deslegitimar allò que considera l'hegemonia del pensament esquerrà, a partir de Friedrich Hegel i Theodor Adorno, en el món cultural; per a Cutillas, això provoca una cultura «antiil·lustrada», decadent i allunyada de la vida real.

## Obres
- Viure Mata (Edicions Fonoll, 2006)
- Pensar l'art. Kant, Nietzsche, Tàpies, Bauçà (Angle Editorial, 2006)
- La mort de Miquel Bauçà (Edicions Fonoll, 2009)
- Per una literatura capitalista (A Contra Vent, 2009)
- Desànim del lucre. Crítica de la ideologia cultural (Walrus Books, 2015)[6]
- Informe de lectura (amb Isabel Sucunza, Comanegra, 2017) ISBN 9788416605804
- Sostres. Baudelaire. Correspondances. (Bonport Edicions, 2024)